# Frank Boeckx
Frank Boeckx [frank búks] (* 27. září 1986, Belgie) je belgický fotbalový brankář a bývalý mládežnický reprezentant, hráč klubu RSC Anderlecht.

## Klubová kariéra
- Lierse SK (mládež)[1]
- K. Sint-Truidense VV 2005–2008
- KAA Gent 2008–2014
- Royal Antwerp FC 2014–2015
- RSC Anderlecht 2015–

## Reprezentační kariéra
Boeckx nastupoval v mládežnických reprezentacích Belgie U16, U17, U18, U19, U20 a U21.